# Roger Campbell
Roger Hunter Campbell (Providence, Kentucky, 15 de agosto de 1942 – Berg-Kampenhout, Bélgica, 15 de fevereiro de 1961) foi um patinador artístico americano, que competiu na dança no gelo. Ele foi medalhista de bronze do campeonato nacional americano e oitavo colocado no Campeonato Mundial em 1960 com Yvonne Littlefield. Em 1961, com Dona Lee Carrier, foi medalhista de prata do campeonato nacional americano e do Campeonato Norte-Americano.
Campbell morreu no acidente com o voo Sabena 548 nas imediações do Aeroporto de Bruxelas, quando viajava junto com a delegação dos Estados Unidos para disputa do Campeonato Mundial que iria acontecer em Praga, na Tchecoslováquia.

## Principais resultados

### Com Dona Lee Carrier
| Resultados                    | Resultados       | Resultados    | Resultados    | Resultados    | Resultados    | Resultados    | Resultados    | Resultados    | Resultados    | Resultados    | Resultados    | Resultados    | Resultados    | Resultados    |
| Internacional                 | Internacional    | Internacional | Internacional | Internacional | Internacional | Internacional | Internacional | Internacional | Internacional | Internacional | Internacional | Internacional | Internacional | Internacional |
| Evento/Temporada              | 1960– 1961       |               |               |               |               |               |               |               |               |               |               |               |               |               |
| ----------------------------- | ---------------- | ------------- | ------------- | ------------- | ------------- | ------------- | ------------- | ------------- | ------------- | ------------- | ------------- | ------------- | ------------- | ------------- |
| Campeonato Norte-Americano    | Medalha de prata |               |               |               |               |               |               |               |               |               |               |               |               |               |
| Nacional                      |                  |               |               |               |               |               |               |               |               |               |               |               |               |               |
| Campeonato dos Estados Unidos | Medalha de prata |               |               |               |               |               |               |               |               |               |               |               |               |               |
|                               |                  |               |               |               |               |               |               |               |               |               |               |               |               |               |

### Com Yvonne Littlefield
| Resultados                    | Resultados        | Resultados    | Resultados    | Resultados    | Resultados    | Resultados    | Resultados    | Resultados    | Resultados    | Resultados    | Resultados    | Resultados    | Resultados    | Resultados    |
| Internacional                 | Internacional     | Internacional | Internacional | Internacional | Internacional | Internacional | Internacional | Internacional | Internacional | Internacional | Internacional | Internacional | Internacional | Internacional |
| Evento/Temporada              | 1959– 1960        |               |               |               |               |               |               |               |               |               |               |               |               |               |
| ----------------------------- | ----------------- | ------------- | ------------- | ------------- | ------------- | ------------- | ------------- | ------------- | ------------- | ------------- | ------------- | ------------- | ------------- | ------------- |
| Campeonato Mundial            | 8.º               |               |               |               |               |               |               |               |               |               |               |               |               |               |
| Nacional                      |                   |               |               |               |               |               |               |               |               |               |               |               |               |               |
| Campeonato dos Estados Unidos | Medalha de bronze |               |               |               |               |               |               |               |               |               |               |               |               |               |
|                               |                   |               |               |               |               |               |               |               |               |               |               |               |               |               |